# Zethalia zelandica
Zethalia zelandica är en snäckart som först beskrevs av Jacques Bernard Hombron och Jacquinot 1855.  Zethalia zelandica ingår i släktet Zethalia och familjen pärlemorsnäckor. Inga underarter finns listade i Catalogue of Life.